# Општина Зонголика (Веракруз)
Зонголика (шп. Zongolica) општина је у Мексику у савезној држави Веракруз. Општина се налази на надморској висини од 1243 м.

## Становништво
Према подацима из 2010. у општини је живело 41923 становника.

### Хронологија
| Година       | 2000                  | 2005                  | 2010                  |
| ------------ | --------------------- | --------------------- | --------------------- |
| Становништво | 39814 (20043 / 19771) | 39156 (19380 / 19776) | 41923 (20699 / 21224) |

### Попис
| \| \| м \| \| \| ж \| \| 0—2 \| 1.247 \| \| \| 1.243 \| \| 3—5 \| 1.414 \| \| \| 1.406 \| \| 6—11 \| 3.044 \| \| \| 2.847 \| \| 12—14 \| 1.528 \| \| \| 1.490 \| \| 15—17 \| 1.341 \| \| \| 1.313 \| \| 18—24 \| 2.573 \| \| \| 2.943 \| \| 60+ \| 1.733 \| \| \| 1.930 \| \| Просек : \| 27,1 \| \| \| 27,7 \| |       |  |  |       |
| |       |  |  |       |
| | м     |  |  | ж     |
| 0—2 | 1.247 |  |  | 1.243 |
| 3—5 | 1.414 |  |  | 1.406 |
| 6—11 | 3.044 |  |  | 2.847 |
| 12—14 | 1.528 |  |  | 1.490 |
| 15—17 | 1.341 |  |  | 1.313 |
| 18—24 | 2.573 |  |  | 2.943 |
| 60+ | 1.733 |  |  | 1.930 |
| Просек : | 27,1  |  |  | 27,7  |

| #   | Индикатор                                                                                        | Вредност |
| --- | ------------------------------------------------------------------------------------------------ | -------- |
| 1   | Становништво од 0 до 2 године                                                                    | 2490     |
| 2   | Мушко становништво од 0 до 2 године                                                              | 1247     |
| 3   | Женско становништво од 0 до 2 године                                                             | 1243     |
| 4   | Становништво са 3 и више година                                                                  | 39412    |
| 5   | Мушко становништво са 3 и више година                                                            | 19444    |
| 6   | Женско становништво са 3 и више година                                                           | 19968    |
| 7   | Становништво са 5 и више година                                                                  | 37506    |
| 8   | Мушко становништво са 5 и више година                                                            | 18492    |
| 9   | Женско становништво са 5 и више година                                                           | 19014    |
| 10  | Становништво са 12 и више година                                                                 | 30701    |
| 11  | Мушко становништво са 12 и више година                                                           | 14986    |
| 12  | Женско становништво са 12 и више година                                                          | 15715    |
| 13  | Становништво са 15 и више година                                                                 | 27683    |
| 14  | Мушко становништво са 15 и више година                                                           | 13458    |
| 15  | Женско становништво са 15 и више година                                                          | 14225    |
| 16  | Становништво са 18 и више година                                                                 | 25029    |
| 17  | Мушко становништво са 18 и више година                                                           | 12117    |
| 18  | Женско становништво са 18 и више година                                                          | 12912    |
| 19  | Становништво од 3 до 5 година                                                                    | 2820     |
| 20  | Мушко становништво од 3 до 5 година                                                              | 1414     |
| 21  | Женско становништво од 3 до 5 година                                                             | 1406     |
| 22  | Становништво од 6 до 11 година                                                                   | 5891     |
| 23  | Мушко становништво од 6 до 11 година                                                             | 3044     |
| 24  | Женско становништво од 6 до 11 година                                                            | 2847     |
| 25  | Становништво од 8 до 14 година                                                                   | 6984     |
| 26  | Мушко становништво од 8 до 14 година                                                             | 3556     |
| 27  | Женско становништво од 8 до 14 година                                                            | 3428     |
| 28  | Становништво од 12 до 14 година                                                                  | 3018     |
| 29  | Мушко становништво од 12 до 14 година                                                            | 1528     |
| 30  | Женско становништво од 12 до 14 година                                                           | 1490     |
| 31  | Становништво од 15 до 17 година                                                                  | 2654     |
| 32  | Мушко становништво од 15 до 17 година                                                            | 1341     |
| 33  | Женско становништво од 15 до 17 година                                                           | 1313     |
| 34  | Становништво од 18 до 24 године                                                                  | 5516     |
| 35  | Мушко становништво од 18 до 24 године                                                            | 2573     |
| 36  | Женско становништво од 18 до 24 године                                                           | 2943     |
| 37  | Женско становништво од 15 до 49 година                                                           | 10779    |
| 38  | Становништво са 60 и више година                                                                 | 3663     |
| 39  | Мушко становништво са 60 и више година                                                           | 1733     |
| 40  | Женско становништво са 60 и више година                                                          | 1930     |
| 41  | Однос између мушкараца и жена                                                                    | 97.53    |
| 42  | Становништво од нуле до 14 година                                                                | 14219    |
| 43  | Становништво од 15 до 64 године                                                                  | 24985    |
| 44  | Становништво од 65 година и више                                                                 | 2698     |
| 45  | Просечан број деце                                                                               | 2.64     |
| 46  | Становништво рођено у ентитету                                                                   | 41283    |
| 47  | Мушко становништво рођено у ентитету                                                             | 20396    |
| 48  | Женско становништво рођено у ентитету                                                            | 20887    |
| 49  | Становништво рођено у другом ентитету                                                            | 491      |
| 50  | Мушко становништво рођено у другом ентитету                                                      | 227      |
| 51  | Женско становништво рођено у другом ентитету                                                     | 264      |
| 52  | Становништво од 5 година и више резидентно у ентитету у јуну 2005. године                        | 36358    |
| 53  | Мушко становништво старосног доба од 5 година и више, резидентно у ентитету у јуну 2005. године  | 17704    |
| 54  | Женско становништво старосног доба од 5 и више година, резидентно у ентитету у јуну 2005. године | 18654    |
| 55  | Становништво од 5 година и више које је живело у другом ентитету у јуну 2005. године             | 492      |
| 56  | Мушко становништво старије од 5 година које је живело у другом ентитету у јуну 2005. године      | 309      |
| 57  | Женско становништво старије од 5 година које је живело у другом ентитету у јуну 2005. године     | 183      |
| 58  | Становништво од 3 године и више које говори аутохтони језик                                      | 28120    |
| 59  | Мушко становништво старо 3 године и више које говори аутохтони језик                             | 14006    |
| 60  | Женско становништво старо 3 године и више које говори аутохтони језик                            | 14114    |
| 61  | Становништво од 3 године и више које говори аутохтони језик и не говори шпански језик            | 2088     |
| 62  | Мушко становништво старо 3 године и више које говори аутохтони језик и не говори шпански         | 803      |
| 63  | Женско становништво старо 3 године и више које говори аутохтони језик и не говори шпански језик  | 1285     |
| 64  | Становништво старо 3 године и више које говори аутохтони језик и шпански                         | 25714    |
| 65  | Мушко становништво старо 3 године и више које говори аутохтони језик и шпански                   | 13051    |
| 66  | Женско становништво старо 3 године и више које говори аутохтони језик и шпански                  | 12663    |
| 67  | Становништво од 5 година и више које говори аутохтони језик                                      | 27311    |
| 68  | Становништво од 5 година и више које говори аутохтони језик и не говори шпански језик            | 1942     |
| 69  | Становништво од 5 година и више које говори аутохтони језик и говори шпански језик               | 25062    |
| 70  | Становништво у домородачким домаћинствима                                                        | 38017    |
| 71  | Становништво са ограничењима у активностима                                                      | 809      |
| 72  | Становништво са ограниченим ходањем или кретањем, горе или доле                                  | 353      |
| 73  | Становници са ограничењима вида, чак и уз кориштење сочива                                       | 169      |
| 74  | Становништво са ограничењима говора, комуникације или конверзације                               | 161      |
| 75  | Становништво са ограниченим слухом                                                               | 97       |
| 76  | Становништво са ограничењима при одевању, купању или јелу                                        | 60       |
| 77  | Становништво са ограничењима у опажању или учењу једноставних ствари                             | 47       |
| 78  | Становништво са менталним ограничењима                                                           | 130      |
| 79  | Становништво без ограничења активности                                                           | 40717    |
| 80  | Становништво од 3 до 5 година које не похађа школу                                               | 1471     |
| 81  | Мушко становништво од 3 до 5 година које не похађа школу                                         | 750      |
| 82  | Женско становништво од 3 до 5 година које не похађа школу                                        | 721      |
| 83  | Становништво од 6 до 11 година које не похађа школу                                              | 264      |
| 84  | Мушко становништво од 6 до 11 година које не похађа школу                                        | 151      |
| 85  | Женско становништво од 6 до 11 година које не похађа школу                                       | 113      |
| 86  | Становништво од 12 до 14 година које не похађа школу                                             | 363      |
| 87  | Мушко становништво од 12 до 14 година које не похађа школу                                       | 195      |
| 88  | Женско становништво од 12 до 14 година које не похађа школу                                      | 168      |
| 89  | Становништво од 15 до 17 година похађа школу                                                     | 1601     |
| 90  | Мушко становништво од 15 до 17 година похађа школу                                               | 758      |
| 91  | Женско становништво између 15 и 17 година живота у школи                                         | 843      |
| 92  | Становништво од 18 до 24 године похађа школу                                                     | 997      |
| 93  | Мушко становништво од 18 до 24 године похађа школу                                               | 463      |
| 94  | Женско становништво од 18 до 24 године похађа школу                                              | 534      |
| 95  | Становништво од 8 до 14 година које не може да чита и пише                                       | 913      |
| 96  | Мушко становништво старосног доба од 8 до 14 година које не може да чита и пише                  | 521      |
| 97  | Женско становништво старосног доби од 8 до 14 година које не може да чита и пише                 | 392      |
| 98  | Становништво од 15 година и више које је неписмено                                               | 7449     |
| 99  | Мушко становништво од 15 година и више које је неписмено                                         | 3141     |
| 100 | Женско становништво од 15 година и више које је неписмено                                        | 4308     |
| 101 | Становништво старо 15 и више година без школовања                                                | 6417     |
| 102 | Мушко становништво старо 15 и више година без школовања                                          | 2656     |
| 103 | Женско становништво старо 15 и више година без школовања                                         | 3761     |
| 104 | Становништво старосног доба 15 и више година са непотпуним основним образовањем                  | 6580     |
| 105 | Мушко становништво старосног доба од 15 година и више са непотпуном основним образовањем         | 3537     |
| 106 | Женско становништво старосног доба 15 и више година са непотпуном основним образовањем           | 3043     |
| 107 | Становништво старо 15 и више година са комплетним основним образовањем                           | 4739     |
| 108 | Мушко становништво старо 15 година и више са комплетним основним образовањем                     | 2460     |
| 109 | Женско становништво старо 15 и више година са комплетним основним образовањем                    | 2279     |
| 110 | Становништво старосног доба 15 и више година са непотпуним средњим образовањем                   | 1344     |
| 111 | Мушко становништво старосног доба од 15 година и више са непотпуним средњим образовањем          | 670      |
| 112 | Женско становништво старосног доба од 15 година и више са непотпуним средњим образовањем         | 674      |
| 113 | Становништво старо 15 и више година са пуним секундарном образовањем                             | 3351     |
| 114 | Мушко становништво старосног доба од 15 година и више са пуним секундарном образовањем           | 1694     |
| 115 | Женско становништво старосног доба од 15 година и више са пуним секундарном образовањем          | 1657     |
| 116 | Становништво старије од 18 година са постосновним образовањем                                    | 4619     |
| 117 | Мушко становништво старије од 18 година са постосновним образовањем                              | 2157     |
| 118 | Женско становништво старије од 18 година са постосновним образовањем                             | 2462     |
| 119 | Просечна оцена школовања                                                                         | 5.57     |
| 120 | Просечан ниво образовања мушке популације                                                        | 5.65     |
| 121 | Просечан ниво образовања женског становништва                                                    | 5.49     |
| 122 | Економски активно становништво                                                                   | 14203    |
| 123 | Економски активна мушка популација                                                               | 11665    |
| 124 | Економски активна женска популација                                                              | 2538     |
| 125 | Становништво које није економски активно                                                         | 16263    |
| 126 | Мушко становништво које није економски активно                                                   | 3178     |
| 127 | Женско становништво које није економски активно                                                  | 13085    |
| 128 | Запослено становништво                                                                           | 13984    |
| 129 | Запослено мушко становништво                                                                     | 11501    |
| 130 | Запослено женско становништво                                                                    | 2483     |
| 131 | Незапослена популација                                                                           | 219      |
| 132 | Незапослена мушка популација                                                                     | 164      |
| 133 | Незапослена женска популација                                                                    | 55       |
| 134 | Становништво без права на здравствене услуге                                                     | 23060    |
| 135 | Становништво које има право на здравствене услуге                                                | 18717    |
| 136 | Становништво које има право на ИМСС                                                              | 7703     |
| 137 | Становништво које има право на социјално осигурање                                               | 1496     |
| 138 | Становништво које има право на државно социјално осигурање                                       | 35       |
| 139 | Становништво које има право на опште осигурање или здравствено осигурање за нову генерацију      | 9324     |
| 140 | Становништво које је било једном или није било у браку током 12 година и више                    | 11634    |
| 141 | Венчано или уједињено становништво од 12 година и више                                           | 16506    |
| 142 | Становништво које је било у браку или уједињено 12 година и више                                 | 2502     |
| 143 | Становништво са католичком религијом                                                             | 36416    |
| 144 | Протестанти, еванђелисти и библијски следбеници различити од еванђелиста                         | 3928     |
| 145 | Становништво са другим религијама различитим од претходних                                       | 1        |
| 146 | Становништво без религије                                                                        | 358      |
| 147 | Укупно пописаних домаћинства                                                                     | 10072    |
| 148 | Пописна домаћинства на челу са мушкарцима                                                        | 7888     |
| 149 | Пописна домаћинства на челу са женама                                                            | 2184     |
| 150 | Становништво у пописним домаћинствима                                                            | 41749    |
| 151 | Становништво у пописним домаћинствима на челу са мушкарцима                                      | 34513    |
| 152 | Становништво у пописним домаћинствима на челу са женама                                          | 7236     |
| 153 | Укупно домаћинстава                                                                              | 11311    |
| 154 | Укупно насељених домаћинстава                                                                    | 10076    |
| 155 | Укупно приватних кућа                                                                            | 11307    |
| 156 | Насељени приватни домови                                                                         | 10072    |
| 157 | Укупно насељених приватних кућа                                                                  | 10075    |
| 158 | Ненасељене приватне куће                                                                         | 638      |
| 159 | Појединачна домаћинства за привремену употребу                                                   | 597      |
| 160 | Становници у насељеним приватним кућама                                                          | 41749    |
| 161 | Насељеност станара у приватним становима                                                         | 4.15     |
| 162 | Просечно становника по соби у приватним насељеним домаћинствима                                  | 1.49     |
| 163 | Појединачна домаћинства са подовима од различитих материјала од земље                            | 8695     |
| 164 | Појединачна домаћинства у приземљу                                                               | 1350     |
| 165 | Појединачна домаћинства са једном спаваћом собом                                                 | 6085     |
| 166 | Појединачна домаћинства са две спаваће собе и више                                               | 3966     |
| 167 | Појединачна домаћинства са једним собом                                                          | 1448     |
| 168 | Појединачна домаћинства са две собе                                                              | 3701     |
| 169 | Појединачна домаћинства са 3 собе и више                                                         | 4902     |
| 170 | Појединачна домаћинства која имају електрично светло                                             | 9094     |
| 171 | Појединачна домаћинства која немају електрично светло                                            | 954      |
| 172 | Појединачна домаћинства која имају водоводну воду у стамбеном простору                           | 5823     |
| 173 | Појединачна домаћинства која немају водоводну воду у стамбеном простору                          | 4195     |
| 174 | Појединачна домаћинства која имају тоалет                                                        | 9809     |
| 175 | Појединачна домаћинства која имају канализацију                                                  | 4324     |
| 176 | Појединачна домаћинства која немају канализацију                                                 | 5686     |
| 177 | Појединачна домаћинства која имају електрично светло, довод воде из јавне мреже и канализацију   | 3087     |
| 178 | Појединачна домаћинства без икаквих услова                                                       | 1966     |
| 179 | Појединачна домаћинства која имају радио                                                         | 6831     |
| 180 | Појединачна домаћинства која имају телевизор                                                     | 5669     |
| 181 | Појединачна домаћинства која имају фрижидер                                                      | 2697     |
| 182 | Појединачна домаћинства која имају машину за веш                                                 | 1039     |
| 183 | Појединачна домаћинства која имају аутомобил или комби                                           | 807      |
| 184 | Појединачна домаћинства која имају рачунар                                                       | 608      |
| 185 | Појединачна домаћинства која имају фиксну телефонску линију                                      | 864      |
| 186 | Појединачна домаћинства која имају мобилни телефон                                               | 1180     |
| 187 | Појединачна домаћинства која имају приступ интернету                                             | 380      |